# 文明社會史論

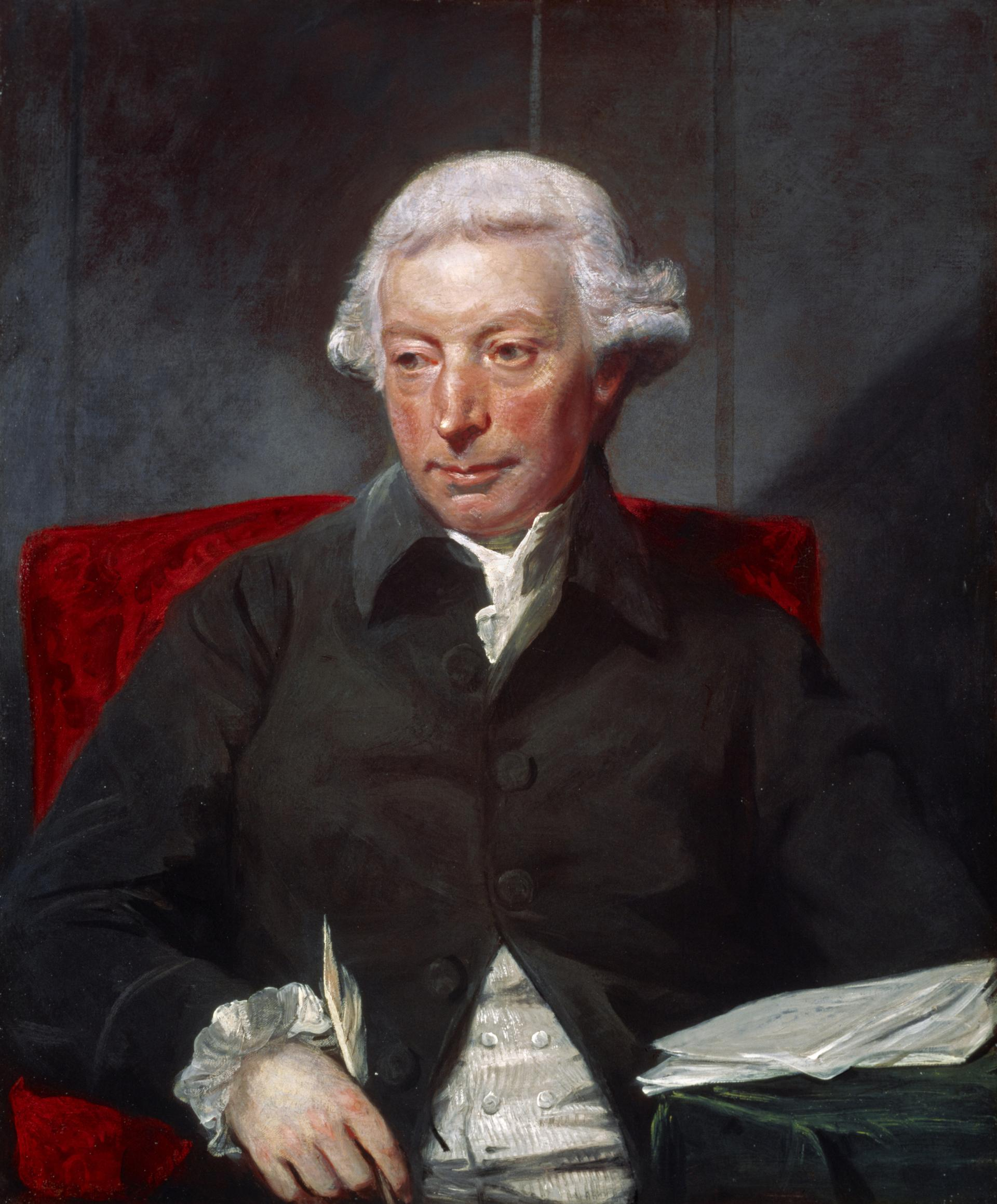
Adam Ferguson

文明社會史論是苏格兰启蒙哲学家亚当·弗格森于1767年首次出版的一本书。这篇文章确立了弗格森在英国和整个欧洲的声誉.

## 目錄
第一部分人類的一般特征。
第二部分。野蛮民族的历史。
第三部分。政府和技藝的历史。
第四部分，促进民间和商业艺术发展的后果。
第五部分，国家的衰落。
第六部分，腐败与政治奴役。

## 迴響
这篇文章发表后，受到了评论界的好评，在30多年的时间里拥有了广泛的读者群。伏尔泰称赞弗格森在莫斯科大学教授“教化俄罗斯人”。.
弗格森在第四部分关于劳动分工的著作影响了卡尔·马克思。